# Saint-Étienne-du-Grès
Saint-Étienne-du-Grès è un comune francese di 2 273 abitanti situato nel dipartimento delle Bocche del Rodano della regione della Provenza-Alpi-Costa Azzurra.

## Società

### Evoluzione demografica
Abitanti censiti